# Улица Отважных (Санкт-Петербург)

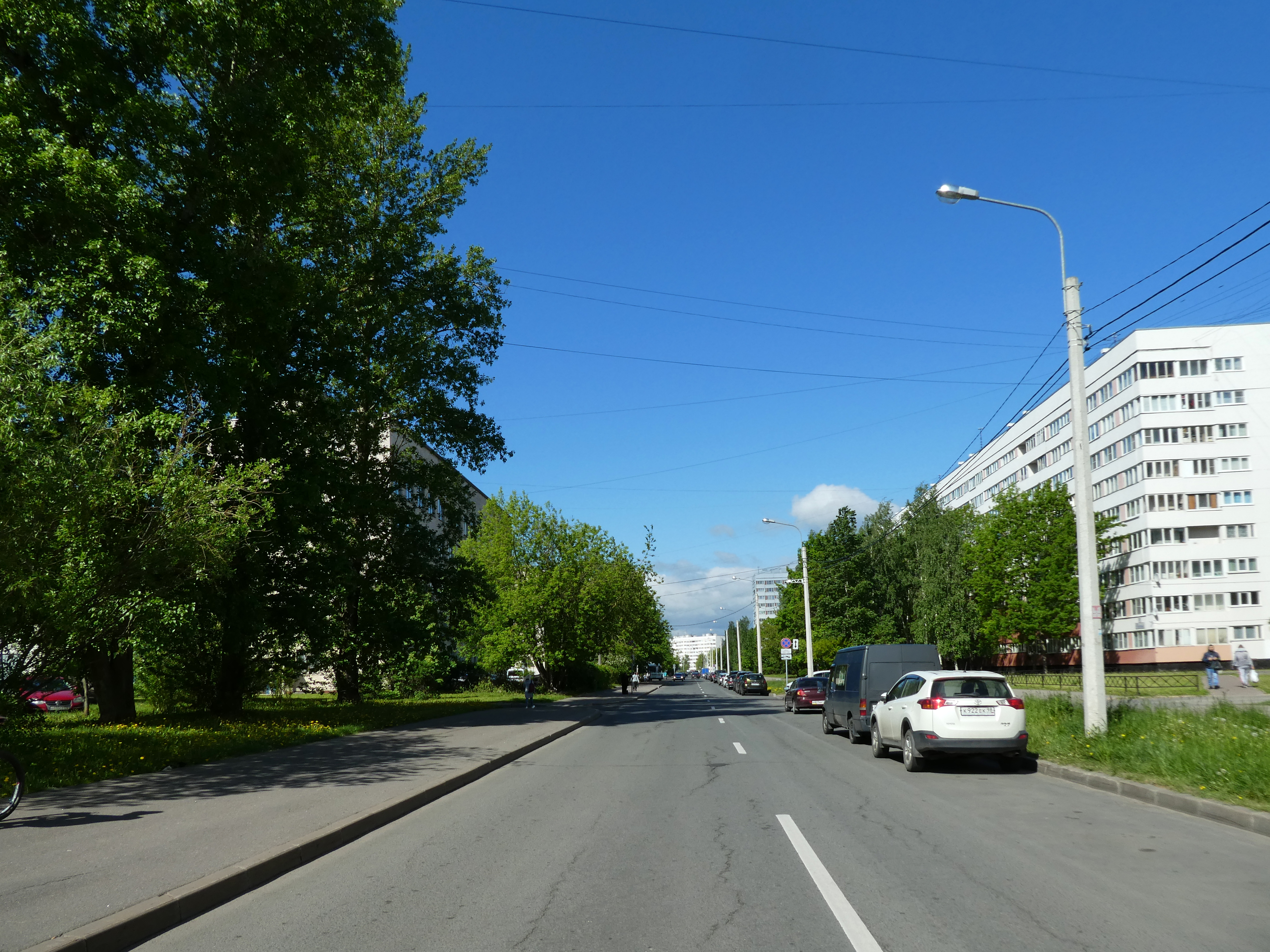
Вид в сторону улицы Добровольцев

Улица Отва́жных — улица в Красносельском районе Санкт-Петербурга. Проходит от дома № 12 по улице Партизана Германа до улицы Добровольцев.

## История
4 декабря 1974 года новый проезд в Лигове от улицы Партизана Германа до улицы Добровольцев получил название улица Отважных. В постановлении сказано, что название дано «в честь защитников Ленинграда, проявивших отвагу и мужество при защите города в годы Великой Отечественной войны».
В Кировском и Красносельском районах, вдоль которых проходил передний край обороны Ленинграда, в 1960—1970-е годы многие улицы и проспекты были названы в честь солдат и командиров Ленинградского фронта. В названиях других магистралей запечатлен подвиг добровольцев и бойцов народного ополчения, отражены характер и беспримерная стойкость защитников города. Среди них — улица Отважных.

## Объекты
1. в доме № 6 находится Западный межрайонный центр Государственного санитарно-эпидемиологического надзора
2. в доме № 8 находится городская поликлиника № 91
3. в доме № 12 находится детская городская поликлиника № 65

## Транспорт
Ближайшая станция метро — «Проспект Ветеранов». 
Пересекают улицу по улице Партизана Германа:
- Автобусы № 2, 2А, 103, 111, 165, 260
- Троллейбус № 48
- Маршрутное такси № 486В

## Пересекает следующие улицы и проспекты
1. улица Добровольцев
2. улица Партизана Германа